# Cerion nanus
Cerion nanus és una espècie de gastròpode eupulmonat terrestre de la família Cerionidae.

## Distribució geogràfica
És un endemisme de les Illes Caiman al Mar Carib.